# Jüdischer Friedhof (Tukums)
Koordinaten: 56° 58′ 54,6″ N, 23° 9′ 28,4″ O

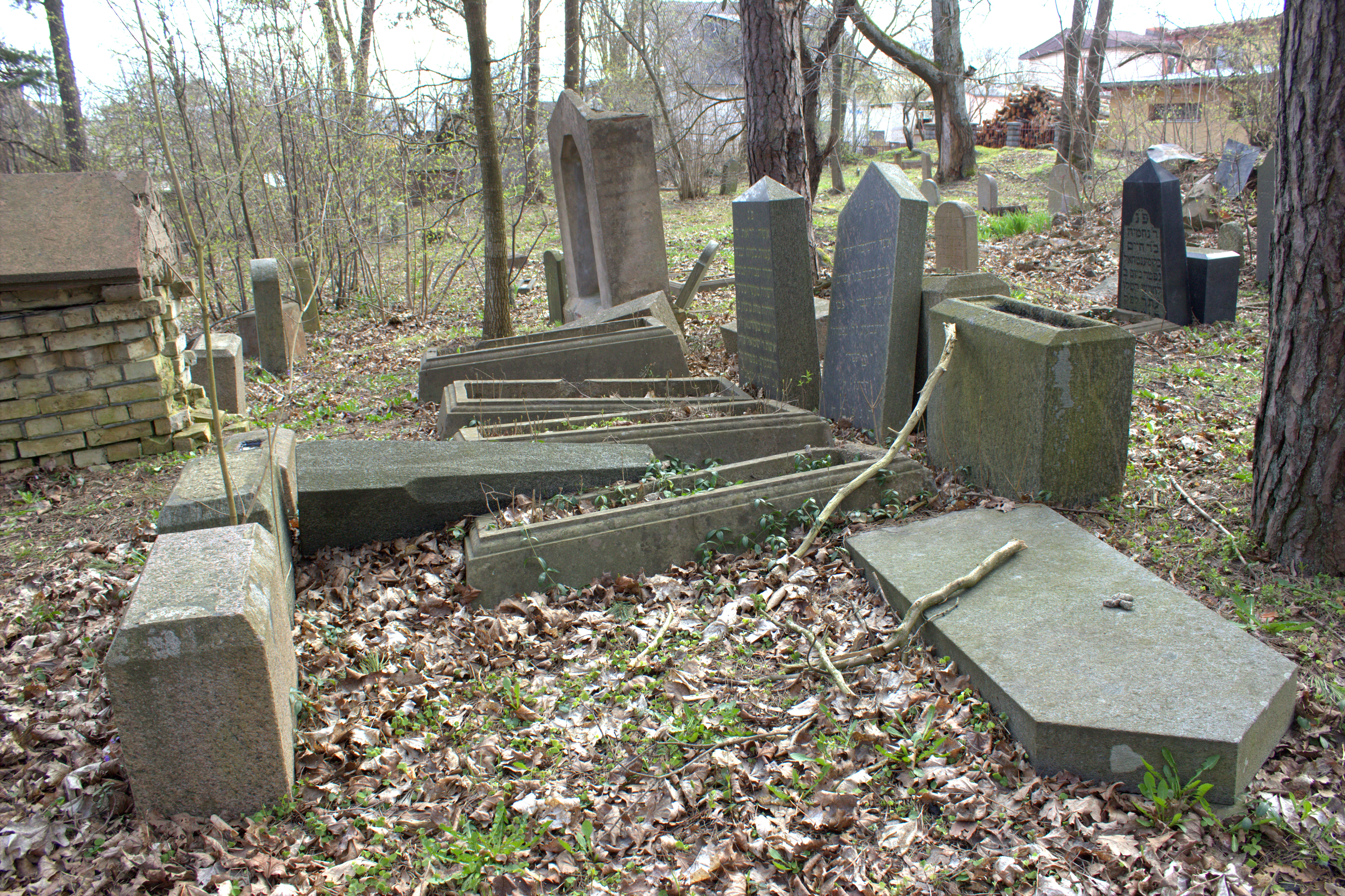
Jüdischer Friedhof Tukums (2015)

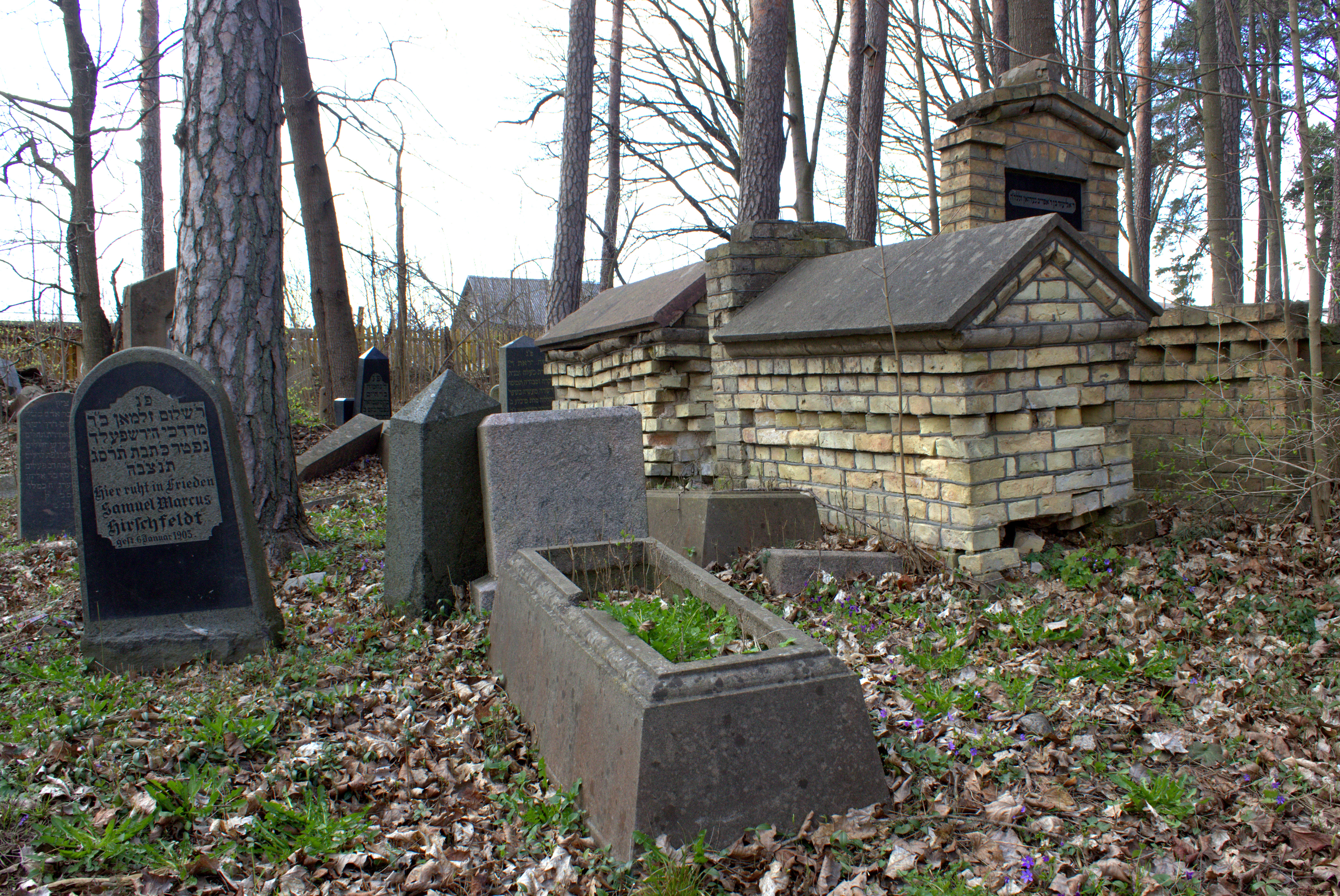
Jüdischer Friedhof Tukums (2015)

Der Jüdische Friedhof Tukums liegt in der Stadt Tukums (deutsch Tuckum) im Nordwesten Lettlands. Auf dem jüdischen Friedhof im Nordosten der Stadt sind Grabsteine erhalten.